# گونار لارشون (شناگر)
گونار لارسون (به انگلیسی: Gunnar Larsson) (زادهٔ ۱۲ مهٔ ۱۹۵۱) شناگر اهل سوئد است.